# Messanges, Landes
Messanges (gaskonsko Massanye oz. Messandyes) je naselje in občina v francoskem departmaju Landes regije Akvitanije. Naselje je leta 2009 imelo 986 prebivalcev.

## Geografija
Kraj leži v pokrajini Gaskonji 32 km severozahodno od Daxa. 2 km zahodno, na obali Biskajskega zaliva, se nahaja letovišče Messanges-Plage.

## Uprava
Občina Messanges skupaj s sosednjimi občinami Angresse, Azur, Magescq, Moliets-et-Maa, Saint-Geours-de-Maremne, Seignosse, Soorts-Hossegor, Soustons, Tosse in Vieux-Boucau-les-Bains sestavlja kanton Soustons s sedežem v Soustonsu. Kanton je sestavni del okrožja Dax.

## Zanimivosti
- cerkev sv. Klementa;